# Miguel Alfaro
Miguel Ángel Alfaro López (* 29. September 1988) ist ein bolivianischer Leichtathlet, der im Weit- und Dreisprung an den Start geht.

## Sportliche Laufbahn
Erste internationale Erfahrungen sammelte Miguel Alfaro im Jahr 2009, als er bei den Südamerikameisterschaften in Lima mit 6,37 m den zehnten Platz im Weitsprung belegte. Anschließend gelangte er bei den Juegos Bolivarianos in Sucre mit 6,73 m auf Rang sechs im Weitsprung und gelangte mit 13,96 m auf Platz sieben im Dreisprung. Im Jahr darauf klassierte er sich bei den U23-Südamerikameisterschaften, die im Zuge der Südamerikaspiele in Medellín stattfanden, mit 6,45 m auf dem zehnten Platz im Weitsprung und wurde mit 14,12 m Achter im Dreisprung. 2011 belegte er bei den Südamerikameisterschaften in Buenos Aires mit 6,54 m den neunten Platz im Weitsprung und 2013 wurde er bei den Juegos Bolivarianos in Trujillo mit 6,19 m ebenfalls Neunter. 2018 nahm er erneut an den Südamerikaspielen in Cochabamba teil und belegte dort mit 14,51 m den siebten Platz im Dreisprung und 2022 gelangte er bei den Hallensüdamerikameisterschaften in Cochabamba mit 6,90 m und 13,96 m jeweils auf den fünften Platz im Weit- und Dreisprung.
In den Jahren 2010 und 2021 wurde Alfaro bolivianischer Meister im Weitsprung sowie 2017 im Dreisprung. Zudem wurde er 2020 und 2021 Hallenmeister im Weit- und Dreisprung und 2022 im Dreisprung.

## Persönliche Bestleistungen
- Weitsprung: 7,21 m (+1,2 m/s), 3. Oktober 2009 in Cochabamba
  - Weitsprung (Halle): 7,00 m, 18. Januar 2020 in Cochabamba
- Dreisprung: 14,77 s (0,0 m/s), 4. Juni 2017 in Tarija
  - Dreisprung (Halle): 14,32 m, 19. Januar 2020 in Cochabamba